# Stalybridge
Stalybridge (steɪlɪˈbrɪdʒ) ist eine Stadt im englischen Norden, etwa 10 km von Manchester entfernt. Die Stadt liegt im Metropolitan Borough of Tameside am Ufer des River Tame des Greater Manchester Countys in der Region North West England und zählt 22.568 Einwohner (Oktober 2008).
Der Name lautete ursprünglich Stavelegh, vom altenglischen staef leah („Wald, aus dem die Stäbe/Stöcke geschnitten werden“). Die mittelalterlichen feudalen Burgherren (Lords of the manor) trugen den Namen de Stavelegh, später in Stayley oder Staley geändert.

## Allgemeines
Ein Feuersteinschaber-Fund aus der späten Steinzeit/frühen Bronzezeit ist das älteste Beweisstück menschlicher Besiedelung. Zwei bronzezeitliche Steinanhäufungen, der Rest einer römischen Straße zwischen Mamucium (Manchester) und Melandra Castle in Derbyshire und das mittelalterliche Buckton Castle sind weitere historische Zeugen.
Zur Zeit der industriellen Revolution wurde Stalybridge ein Zentrum der Baumwollmanufakturen. Die ersten wasserbetriebenen Spinnmühlen entstanden am River Tame, 1793 abgelöst durch Dampfmühlen. Die Einführung von Baumwollspinnmaschinen brachte einen großen Zuwachs an Textilbetrieben. 1834 gab es bereits zwei Brücken über den River Tame. Die sozialen und politischen Unruhen der Chartisten fanden auch in Stalybridge breite Zustimmung. Friedrich Engels nannte 1845 in seinem Werk „Die Lage der arbeitenden Klasse in England“ die Situation in dieser Textilarbeiterstadt exemplarisch. 1844 wurde die Stadt an das Eisenbahnnetz angeschlossen, zu dieser Zeit wurde die erste Großschmiede gegründet. Nach dem Rückgang der Textilindustrie im 20. Jahrhundert wurde die Stadt wieder zu einer eher ländlich geprägten Gemeinde.
Der Huddersfield Narrow Canal, erbaut ab 1794, ein früherer Wasser-Transportweg, wurde in den letzten Jahren als Tourismusmagnet repariert und für Flussreisen mit Hausbooten ausgebaut.

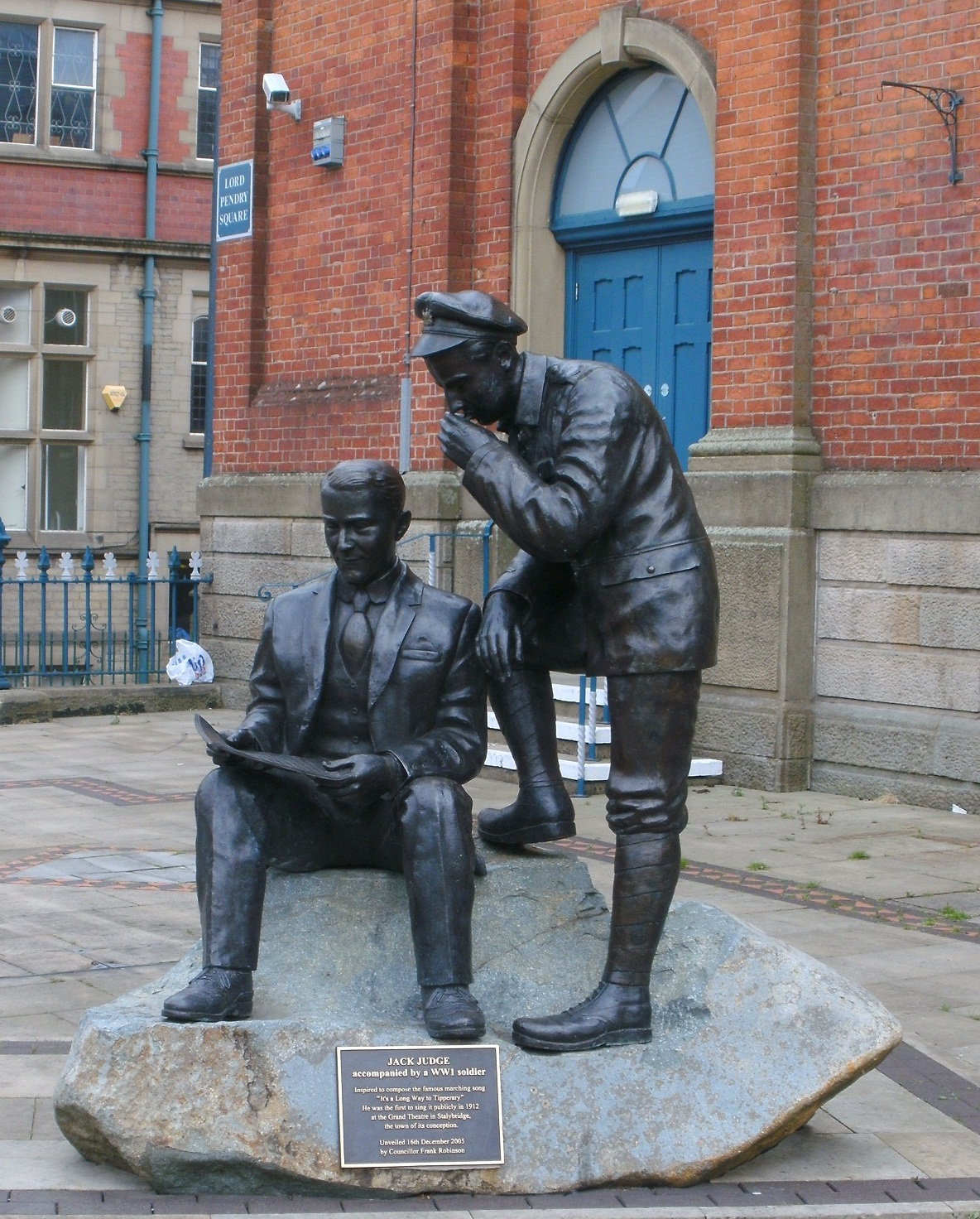
Eine Bronzestatue erinnert an das Lied „It’s a Long Way to Tipperary“. Sie zeigt den Komponisten Jack Judge und einen Soldaten aus dem Ersten Weltkrieg.

## Kultur
Die wahrscheinlich erste zivile Brass Band der Welt, „The Stalybridge Old Band“, wurde bereits 1809 hier gegründet.
In einer Taverne der Stadt komponierte Jack Judge 1912 das Lied „It’s a Long Way to Tipperary“. Eine vor der Stadthalle platzierte Bronzestatue erinnert an den Komponisten.
Die Astley Cheetham Art Gallery ist ein Ausstellungszentrum für bildende Kunst. Benjamin Disraeli beschrieb in seinem Werk „Coningsby“ die Stadt.

## Persönlichkeiten
- Tommy Broad (1887–1966), Fußballspieler
- Jimmy Broad (1891–1963), Fußballspieler